# هاني السبتي
هاني نجم الدين عوض بيت سليم السبتي بلانجليزي المعروف باسم هاني السبتي (مواليد 27 أبريل 1993)، هو لاعب كرة قدم عماني يلعب حاليًا لصالح نادي ظفار في الدوري العماني للمحترفين.

## المسيرة الكروية
في 8 يونيو 2014، وقّع هاني السبتي على تمديد عقد لمدة عام واحد مع. نادي ظفار 

## المسيرة الدولية
تم اختيار هاني السبتي للمنتخب الوطني لأول مرة في عام 2012. حصل على أول مشاركة دولية له مع منتخب عمان في 29 فبراير 2012، وذلك في مباراة ضمن تصفيات كأس العالم 2014 FIFA 2014 ضد منتخب تايلاند. وقد مثل المنتخب الوطني في تصفيات كأس العالم 2014 ووكأس الخليج العربي الحادية والعشرين.

## الأوسمة

### النادي
مركز ظفار للخدمات الاجتماعية
- الدوري العماني (1): 2004-2005 ؛ وصيف 2007-2008 ، 2008-2009 ، 2009-2010
- كأس السلطان قابوس (3): 2004 ، 2006 ، 2011 ؛ وصيف 2009
- كأس دوري المحترفين العماني (1): 2012–13 ؛ وصيف 2014–15
- كأس السوبر العماني (0): وصيف عامي 2005 و2012
- بطولة نادي بني ياس الدولية (1): الفائزون 2014

## روابط خارجية
- Hani SABTI – سجل منافسات الفيفا
- هاني السبتي  على سكروي
- اللاعب هاني السبتي على موقع كووورة.